# Henry Tufnell (homme politique gallois)
Henry Tufnell (né le 19 juin 1992) est un homme politique du parti travailliste britannique qui est député du Mid and South Pembrokeshire depuis 2024.

## Jeunesse et éducation
Tufnell vient d'une famille de propriétaires fonciers du Gloucestershire. Son père, Mark Tufnell, est le 55e président de la Country Land and Business Association et est directeur non exécutif du Animal Health and Welfare Board for England ; il est nommé membre non exécutif du conseil d'administration de Natural England en mai 2024. Sa mère Rosina Jane Tufnell est née à Pontypridd et est haut shérif du Gloucestershire en 2021.
Tufnell fréquente le Radley College, un pensionnat indépendant pour garçons. Il est diplômé de l'Université Brown aux États-Unis d'Amérique, avec une spécialisation en histoire. Après avoir obtenu son diplôme de premier cycle, il fréquente la City Law School de Londres, obtenant un diplôme d'études supérieures en droit et effectue le cours de formation professionnelle du barreau. Il est admis au barreau du Middle Temple et exerce en Angleterre. 
Après avoir obtenu son diplôme, Tufnell commence à travailler comme représentant syndical pour le syndicat des nettoyeurs et des travailleurs indépendants connexes (CAIWU), non affilié au TUC, avant de travailler comme avocat. Il travaille ensuite comme organisateur pour le CAIWU. 
Tufnell est administrateur du Carlie Tufnell Charitable Trust, une organisation caritative créée à la mémoire de son frère cadet. L'association finance le Carlie Tufnell Spark Fund, qui fournit un fonds de développement aux nouveaux diplômés de la Central Film School, dont son frère est un ancien élève. Il accompagne les diplômés dans la concrétisation de leurs projets de courts métrages.

## Carrière politique
Tufnell se présente sans succès comme candidat travailliste aux élections du conseil municipal de Westminster de 2018 dans le quartier de Vincent Square. Les trois sièges du quartier sont détenus par le Parti conservateur.
En avril 2023, Tufnell est choisi par le parti travailliste gallois pour représenter la nouvelle circonscription de Mid and South Pembrokeshire. Il s'est initialement présenté comme candidat travailliste à Colchester, dans l'Essex.
En juillet 2024, Tufnell est élu député de Mid and South Pembrokeshire, avec une majorité de 1 878 voix, battant l'ancien ministre du Parti conservateur Stephen Crabb.

## Athlétisme
De 2010 à 2016, Tufnell participe à des courses de 800 m et 1 500 m. Il se classe 3e au 800 m aux Championnats britanniques d'athlétisme de 2014 et 11e au 1 500 m aux Championnats de 2016. Pendant ses études à l'Université Brown, il est membre de l'équipe d'athlétisme/cross-country, devenant champion de l'Ivy League au 800 m en 2015 et obtenant une mention honorable NCAA All-American en 2014,.